# Nornik długoogonowy
Nornik długoogonowy (Microtus longicaudus) – gatunek ssaka z podrodziny karczowników (Arvicolinae) w obrębie rodziny chomikowatych (Cricetidae), występujący na zachodzie Ameryki Północnej od Nowego Meksyku po Alaskę.

## Zasięg występowania
Nornik długoogonowy występuje w północno-zachodniej Ameryce Północnej zamieszkując w zależności od podgatunku:
- M. longicaudus longicaudus – szeroko rozpowszechniony od środkowej Alaski na południe do środkowego Nowego Meksyku, Stany Zjednoczone.
- M. longicaudus abditus – północne i środkowe wybrzeże Oregonu, Stany Zjednoczone.
- M. longicaudus alticola – południowo-wschodnie Utah i północna Arizona, Stany Zjednoczone.
- M. longicaudus angusticeps – południowe wybrzeże Oregonu i północne wybrzeże Kalifornii, Stany Zjednoczone.
- M. longicaudus baileyi – północno-środkowa Arizona, Stany Zjednoczone.
- M. longicaudus bernardinus – południowo-środkowa Kalifornia, Stany Zjednoczone.
- M. longicaudus coronarius – wyspy Coronation, Warren i Forrester u wybrzeży południowo-wschodniej Alaski, Stany Zjednoczone.
- M. longicaudus halli – południowo-wschodni Waszyngton i północno-wschodni Oregon, Stany Zjednoczone.
- M. longicaudus incanus – Henry Mountains w południowo-środkowej części Utah, Stany Zjednoczone.
- M. longicaudus latus – środkowa Nevada i zachodnie Utah, Stany Zjednoczone.
- M. longicaudus leucophaeus – znany tylko z Graham Mountains, południowo-wschodnia Arizona, Stany Zjednoczone.
- M. longicaudus littoralis – przybrzeżna południowo-wschodnia Alaska, Stany Zjednoczone.
- M. longicaudus macrurus – od środkowej Kolumbii Brytyjskiej na południe do wschodniego Waszyngtonu, Stany Zjednoczone.
- M. longicaudus sierrae – od granicy Oregonu na południe do środkowo-wschodniej Kalifornii, Stany Zjednoczony.
- M. longicaudus vellerosus – szeroko rozpowszechniony od środkowo-wschodniej Alaski na południowy wschód do południowo-wschodniej Kolumbii Brytyjskiej i południowo-zachodniej Alberty, Kanada.

## Taksonomia
Gatunek po raz pierwszy zgodnie z zasadami nazewnictwa binominalnego opisał w 1888 roku amerykański zoolog Clinton Hart Merriam nadając mu nazwę Arvicola (Mynomes) longicaudus. Holotyp pochodził z Custer (w Black Hills), w hrabstwie Custer, w Dakocie Południowej, w Stanach Zjednoczonych. 
Autorzy Illustrated Checklist of the Mammals of the World rozpoznają piętnaście podgatunków.

### Etymologia
- Microtus: gr. μικρος mikros „mały”; ους ous, ωτος ōtos „ucho”[23].
- longicaudus: łac. longus „długi”; cauda „ogon”[24].
- abditus: łac. abditus „ukryty, sekretny”, od abdo „schować się”[25].
- alticola: łac. altus „wysoki” (tj. górski), od alere „odżywiać”; -cola „mieszkaniec”, od colere „mieszkać”[24].
- angusticeps: łac. angustus „wąski, mały, krótki”[26]; -ceps „-głowy”, od caput, capitis  „głowa”[27].
- baileyi: Vernon Orlando Bailey (1864–1942), amerykański teriolog.
- bernardinus: San Bernardino, Kalifornia, Stany Zjednoczone[9].
- coronarius: łac. coronarius „odnoszące się do korony”, od coronare „koronować”, od corona „korona”[28].
- halli: Eugene Raymond Hall (1902–1986), amerykański teriolog.
- incanus: łac. incanus „jasno-szary, oszroniony, mocno szary”[24].
- latus: łac. latus „szeroki”[24].
- leucophaeus: gr. λευκοφαιος leukophaios „białawo-szary, koloru popiołu”[24].
- littoralis: łac. litoralis „wybrzeże, z brzegu”, od litus, litoris „plaża, brzeg”[24].
- macrurus: gr. μακρος makros „długi”; -ουρος -ouros „-ogonowy”, od ουρα oura „ogon”[24].
- sierrae: hiszp. sierra „góra” (Sierra Nevada, Kalifornia, Stany Zjednoczone)[11][24].
- vellerosus: łac. vellere, vellerosus „wełnisty, puszysty”, od vellus „wełna, puch”[29].

## Morfologia
Długość ciała (bez ogona) 106–140 mm, długość ogona 49–81 mm, długość ucha 13–15,8 mm, długość tylnej stopy 20–25 mm; masa ciała 37–59 g (samce norników długoogonowych są nieco większe od samic). 

## Biologia
Zwierzęta te zamieszkują różnorodne środowiska, od gęstych lasów szpilkowych po tundrę piętra alpejskiego, tereny półpustynne, doliny rzek i obrzeża lasów. Nie unika także miejsc takich jak kopalnie odkrywkowe czy pogorzeliska. Zjadają zielone części roślin, nasiona, jagody i grzyby; zimą mogą jeść wewnętrzną warstwę kory drzew i krzewów.
Są aktywne cały rok, na Alasce głównie nocą. Rozród na Alasce i w Idaho ma miejsce od połowy czerwca do połowy września, w Nevadzie od maja do października. Samice z Alaski w ciągu roku rodzą do dwóch miotów, w Albercie do czterech. W miocie jest typowo 4–5 młodych. Zwierzęta te rzadko żyją dłużej niż rok.

## Populacja
Nornik długoogonowy jest uznawany za gatunek najmniejszej troski, jest pospolity, ma duży zasięg i nie są znane zagrożenia dla tego gatunku. Występują duże wahania populacji, częste u nornikowatych. Typowo występuje od 5 do 16 osobników na hektar, w szczycie gęstość może przekroczyć 40 os./ha.